# Аб’Сабер, Азиз
Азиз Насиб Аб’Сабер (порт. Aziz Nacib Ab'Sáber, португальское произношение: [aˈziz naˈsib abˈsabeɾ]; 24 октября 1924 — 16 марта 2012) — бразильский географ, один из самых уважаемых ученых страны, удостоенный высших наград в области географии, геологии, экологии и археологии. Член Бразильской  академии наук.

## Биография
Сын ливанца и бразилийки, параллельно с учёбой работал садовником в университете. Получив диплом по географии, несколько лет проработал учителем начальных классов, затем преподавал в Папском католическом университете Сан-Паулу и в Университете Сан-Паулу.
Стал президентом (в 1993—1995; впоследствии — почётным) Бразильского общества развития науки (Sociedade Brasileira para o Progresso da Ciência), почётным профессором Университета Сан-Паулу и носителем высшего звания Академии наук (Ордена Гран-Крус) в области науки о Земле. Среди прочих наград — Премия ЮНЕСКО в области науки и окружающей среды в 2001 году и Премия интеллектуалов Бразилии в 2011 году. Была признана и литературная ценность его работ: он трижды получал премию Жабути: дважды в категории гуманитарных наук и один раз в области точных наук. 
Вклад Аб’Сабера в науку варьируется от первых исследований нефтяных залежей на северо-востоке Бразилии до исследований природных зон Бразилии и восстановления истории лесов, стоянок и первобытных людей в Южной Америке. Он внёс важный вклад в биологию, южноамериканскую археологию и бразильскую экологию, геологию и географию. Опубликовал более 480 работ, в основном научные публикации. Среди его научно-общественных предложений — экологическая организация FLORAM и Кодекс биоразнообразия для защиты видов бразильской флоры и фауны.
Аб’Сабер был первым человеком, который с научной точки зрения классифицировал территорию Бразилии и Южной Америки по морфоклиматическим областям. Он также внёс свой вклад в «гипотезу о плейстоценовом убежище» — попытку объяснить распространение неотропических таксонов как результат их изоляции в уцелевших островках леса во время ледниковых периодов, что позволило популяциям видоизменяться.
Аб’Сабер отстаивал более активную общественную деятельность ученых, стремясь поставить прикладную науку на службу социальным движениям. Этот идеал привел его к роли консультантом по вопросам окружающей среды Партии трудящихся (ПТ) и сближению с её лидером Луисом Инасиу Лула да Силва. Однако с приходом ПТ к власти учёный стал критиковать правительство Лулы, особенно в сфере экологической политики (которую он классифицировал как величайшее разочарование в истории бразильских природоохранных движений) и высказывался в поддержку отколовшейся от ПТ Партии социализма и свободы. Он считал, что некоторые проекты правительства служили в первую очередь интересам крупных землевладельцев, а общий курс только углубил модель капиталистического развития, враждебную интересам большей части населения Бразилии. Обладая авторитетом, приобретенным за десятилетия своей работы в качестве ученого, Аб’Сабер стремился поддерживать социальные движения, выступавшие против подобных предложений.
Умер в 2012 году от сердечного приступа.

## Избранные публикации
- Ab’Saber, A.N. 2010, A Obra de Aziz Nacib Ab'Saber San Pablo, BECA,2010; 558 pp
- Ab’Sáber, A. N. 1982. The paleoclimate and paleoecology of Brazilian Amazonia. In Biological Diversification in the Tropics. New York:Columbia University Press. p. 41-59.
- Ab’Sáber, A. N. 1983. O domínio dos cerrados: introdução ao conhecimento. Revista Servidor Público. vol. 40, p. 41-55.
- Ab’Sáber, A. N. 1986. Geomorfologia da região Corridor Carajás-São Luiz. In Carajás. Desafio Político, Ecologia e Desenvolvimento. São Paulo:CNPq. p. 88-123.
- Ab’Sáber, A. N. 1989. Zoneamento ecológico e econômico da Amazônia: questão de escala e método. Revista Estudos Avançados. vol. 5, p. 4-20.
- Ab’Sáber, A. N. 1990. Um plano differencial para o Brasil, Projeto Floram. Revista Estudos Avançados. vol. 5, p. 19-62.
- Ab’Sáber, A. N. 1990. FLORAM: Nordeste Seco. Revista Estudos Avançados. vol. 4, p. 149—174.
- Ab`Saber, A. N. Ecossistemas do Brasil. Metalivros, 2006.